# Colorantes dispersos

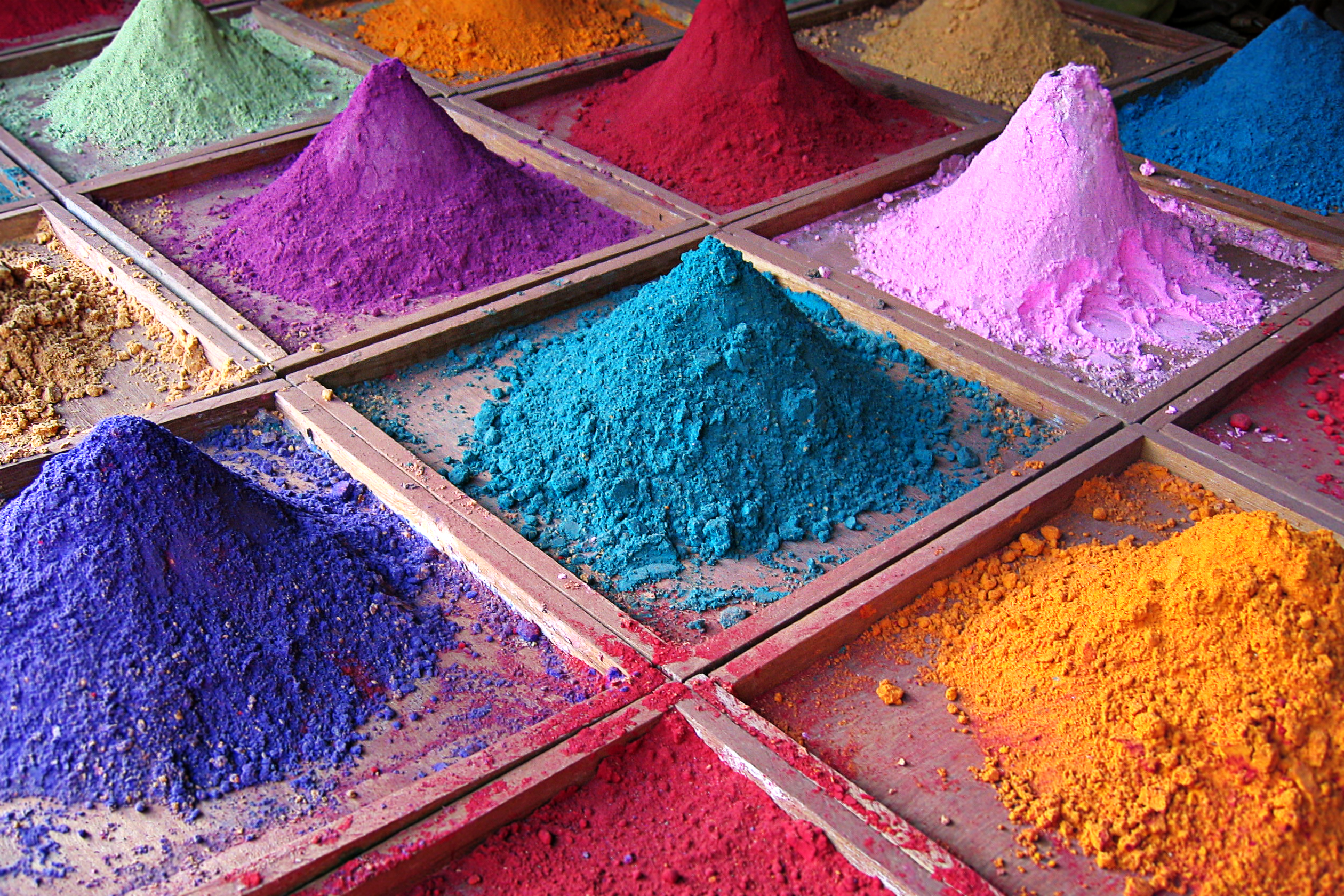
Varios pigmentos con colores en un mercado de la India.

Los colorantes dispersos son un tipo de colorantes utilizados en la industria textil para teñir fibras sintéticas como el poliéster, el acetato y el triacetato. Los colorantes dispersos son sustancias polares que contienen grupos antraquinónicos o azoicos. Se calcula que el 85% de los colorantes dispersos son azos o antraquinonas.

## Origen y denominación
El origen de los colorantes dispersos se remonta a la década de 1920, cuando los químicos comenzaron a investigar formas de teñir fibras sintéticas. La historia de la producción de colorantes dispersos está estrechamente relacionada con la síntesis de fibras de acetato de celulosa. Los colorantes dispersos se inventaron entre 1923 y 1924.
En aquel momento, las fibras sintéticas, como el poliéster, eran relativamente nuevas en el mercado y no existían colorantes que pudieran teñirlas de manera efectiva. Los colorantes dispersos fueron desarrollados para superar este problema.
Estos colorantes se denominan "dispersos" porque no se disuelven fácilmente en agua como los colorantes tradicionales, sino que se dispersan en forma de partículas muy pequeñas. Los colorantes dispersos se componen de moléculas de colorante insolubles en agua, que se dispersan en un medio acuoso mediante el uso de un agente dispersante. Los agentes dispersantes son sustancias químicas que ayudan a separar las partículas de colorante, evitando que se aglomeren. Una vez que los colorantes han sido dispersados en el agua, se pueden aplicar a las fibras sintéticas mediante el uso de alta temperatura y presión. Durante este proceso, las partículas de colorante se adhieren a la fibra sintética y se distribuyen de manera uniforme en su estructura.

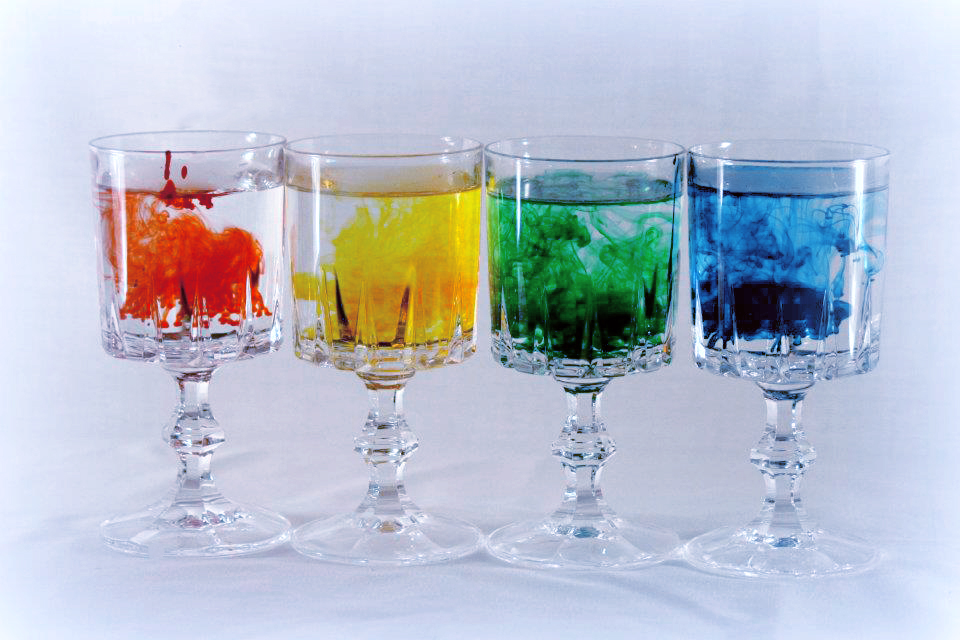
Colorantes diluidos en agua.

## Principios fundamentales
Los colorantes dispersos se basan en varios principios fundamentales que les permiten teñir de manera efectiva las fibras sintéticas:
- Insolubilidad en agua: Los colorantes dispersos son parcialmente insolubles en agua, lo que significa que no se pueden disolver en el agua como los colorantes tradicionales. En su lugar, los colorantes dispersos se dispersan en forma de partículas muy pequeñas en un medio acuoso, lo que les permite adherirse a las fibras sintéticas de manera efectiva. Tienen una naturaleza no iónica.[5]
- Tamaño de partícula pequeño: Las partículas de colorante en los colorantes dispersos son muy pequeñas, lo que les permite penetrar en la estructura de la fibra sintética. Esto permite que el colorante se distribuya de manera uniforme en la fibra, lo que resulta en un color más vibrante y duradero.
- Agentes dispersantes: Los colorantes dispersos requieren el uso de agentes dispersantes para ayudar a separar las partículas de colorante y evitar que se aglomeren. Los agentes dispersantes son sustancias químicas que reducen la tensión superficial del agua y ayudan a mantener las partículas de colorante en suspensión en el medio acuoso.
- Alta temperatura y presión: Los colorantes dispersos se aplican a las fibras sintéticas mediante el uso de alta temperatura y presión. Durante este proceso, las partículas de colorante se adhieren a la fibra sintética y se distribuyen de manera uniforme en su estructura.

La interacción de la molécula de colorante y el polímero tiene lugar con las fuerzas de Van der Waals y dipolares. Los colorantes dispersos tienen una mejor difusión al hervir a una temperatura más alta.

## Ejemplos
Algunos ejemplos comunes de colorantes dispersos incluyen el Violeta Disperso 99, que se usa para teñir poliéster y acetato; el Novacet C, que se clasifica como un colorante de baja energía y se aplica en tonos pasteles y en medios usando la ebullición; el Rojo Disperso 1, que se basa en un azobenceno y se usa para teñir fibras sintéticas; y el Azul Directo 15, que se usa para teñir algodón y papel
Hay muchos otros disponibles en el mercado para teñir una amplia gama de fibras sintéticas. Los fabricantes de colorantes dispersos están constantemente desarrollando nuevos productos con características mejoradas, como una mayor solidez al lavado y a la luz, para satisfacer las necesidades de la industria textil.